# Пролећна изложба УЛУС-а (2003)
Пролећна изложба УЛУС-а (2003), одржана је у периоду од 24. марта до 20. априла 2003. године. Изложба је одржана у галеријском простору Удружења ликовних уметника Србије, односно у Уметничком павиљону "Цвијета Зузорић", у Београду.

## Уметнички савет
Избор радова за ову изложбу одредио је уметнички савет у следећм саставу:
- Љиљана Мићовић

- Саво Пековић
- Милица Жарковић
- Јагода Живадиновић
- Владимир Комад
- Зоран Павловић
- Вера Станарчевић
- Никола Шиндик

## Излагачи

### Сликарство
1. Снежана Арнаутовић
2. Анита Бунчић
3. Јелена Буторац
4. Бранисалва Веселиновић-Поповић
5. Јармила Вешовић
6. Милка Вујовић
7. Вукан Вуканић
8. Жарко Вучковић
9. Милена Гордић
10. Маја Гречић
11. Драгана Димитријевић
12. Марија Димитрић
13. Горан Десанчић
14. Душан Ђокић
15. Симонида Ђорђевић
16. Александар Јестровић
17. Драгана Јовчић
18. Драган Кићовић
19. Бранкица Кончаревић
20. Мика Ловре
21. Бојана Максимовић
22. Јован Маринковић
23. Весна Марковић
24. Слађана Милинковић
25. Лидија Мићовић
26. Тања Мијаиловић
27. Љубица Николић
28. Александра Павићевић
29. Пепа Пашћан
30. Димитрије Пецић
31. Небојша Пилиповић
32. Марина Поповић
33. Ставрос Поптсис
34. Божидар Продановић
35. Стоја Рађеновић
36. Симонида Рајчевић
37. Рада Селаковић
38. Милица Симојловић
39. Слободан Станић
40. Војислав Танасијевић
41. Нина Тодоровић
42. Драгана Тодоровић-Скорић
43. Станка Тодоровић
44. Тијана Фишић
45. Биљана Царић
46. Ана Церовић
47. Весна Џакић

### Графика и цртеж
1. Јасмина Алексић
2. Ђорђе Арнаут
3. Светлана Бабић
4. Зоран Банковић
5. Алан Бећири
6. Габријела Булатовић
7. Влаимир Вељашевић
8. Звонко Грмек
9. Милан Жунић
10. Ненад Зељић
11. Љиљана Златковић
12. Огњен Јеремић
13. Маја Јоцков-Милеуснић
14. Слободан Каштаварац
15. Слободан Ковачевић
16. Славица Лазић
17. Гордана Мирков
18. Горица Милетић-Омчикус
19. Миодраг Млађовић
20. Александар Младеновић Лека
21. Наташа Надаждин
22. Нивес Павловић-Вуковић
23. Весна Павловић
24. Симонида Радоњић
25. Бранко Раковић
26. Светлана Рибица
27. Кристина Ристић
28. Владислава Саблић
29. Маја Симић
30. Даниела Фулгоси

### Вајарство
1. Срђан Арсић
2. Радомир Бранисављевић
3. Срђан Вукајловић
4. Ратко Вулановић
5. Иван Грачнер
6. Радомир Кнежевић
7. Жељка Момиров
8. Рајко Попивода
9. Тамара Ракић
10. Томислав Тодоровић

### Проширени медиј
1. Ненад Брачић
2. Срђан Вељовић
3. Бранимир Карановић
4. Живана Ђукић-Костић
5. Предраг Кочовић
6. Божидар Плазинић
7. Милан Тепавац
8. Марјан Флоршиц
9. Предраг Церановић
10. Биљана Цветковић